# Alphabetum Kaldeorum

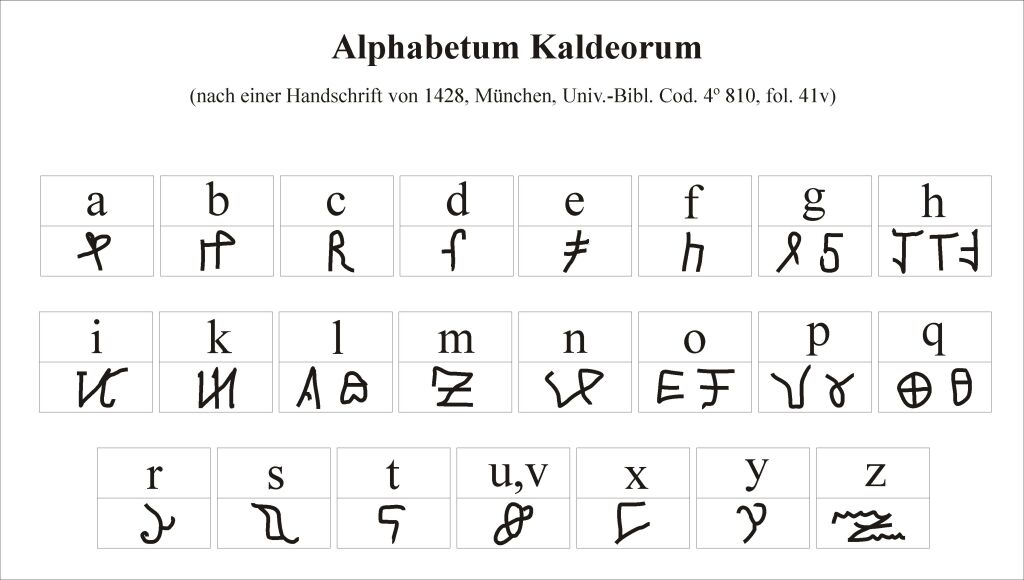
Übersicht vom Alphabetum Kaldeorum

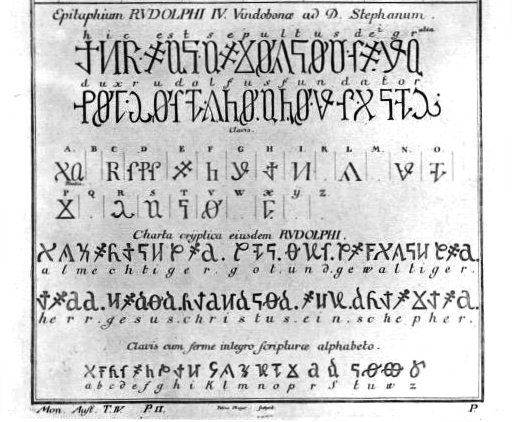
Geheiminschrift auf dem Kenotaph für Herzog Rudolf IV.

Das Alphabetum Kaldeorum ist eine der bekanntesten Geheimschriften des Mittelalters. Sein Name verweist auf das Volk der Chaldäer, die in der mittelalterlichen Ideenwelt für geheimnisvolles und magisches Wissen standen.
Überliefert ist es in vollständiger Fassung, zusammen mit anderen nichtlateinischen Alphabeten, in einer Handschrift aus dem Jahre 1428, die sich heute in der Universitätsbibliothek München befindet (Cod. 4º 810, fol. 41v); seine Ursprünge liegen jedoch in deutlich früherer Zeit, wie einige erhaltene Beispiele für die praktische Verwendung belegen.
Das Alphabetum Kaldeorum war in erster Linie zur Verschlüsselung diplomatischer Korrespondenz gedacht; sein Zeichenvorrat weist darauf hin, dass überwiegend lateinische Texte chiffriert wurden: u und v werden gleichgesetzt; w war als doppeltes v zu schreiben; j fehlt. Für häufig auftretende Buchstaben sieht das Alphabetum Kaldeorum  mehrere unterschiedliche Zeichen vor, die parallel verwendet wurden und eine Entschlüsselung nach der klassischen Häufigkeitsmethode verhindern sollten. Ergänzend wurden in die chiffrierten Texte oft „nulla“ eingeschoben, sinnlose Zeichen, die wie Buchstaben aussahen und das Entschlüsseln durch Unbefugte zusätzlich erschwerten.
Als möglicher Urheber des Alphabetum Kaldeorum gilt Herzog Rudolf IV. von Österreich (1339–1365), der den Zeichen selbst eine indische Herkunft zuschrieb; tatsächlich sind die Buchstaben des Alphabetum Kaldeorum allerdings mit keiner in Indien gebräuchlichen Schrift verwandt und aller Wahrscheinlichkeit nach eigenständige Schöpfungen. Es konnte bisher kein Schriftstück nachgewiesen werden, das vor Lebzeiten Rudolfs IV. entstand. Die älteste bekannte Handschrift, die sich der Geheimschrift bedient, ist eine von ihm selbst verfasste und unterzeichnete Urkunde.
Sogar die Grabplatte vom Kenotaph für Herzog Rudolf IV. im Wiener Stephansdom trägt eine mittels Alphabetum Kaldeorum verschlüsselte Inschrift, die lediglich Namen und Titel des Herzogs wiedergibt – sie sollte möglicherweise die Vorliebe Rudolfs für die Verwendung der Geheimschrift versinnbildlichen.